# Alain Djeumfa
Alain Djeumfa Defrasne (né le 30 juillet 1972) est un entraîneur de football camerounais.

## Carrière
Djeumfa est titulaire d'une licence d'entraîneur de l'UEFA à Hennef, en Allemagne, et commence une carrière d'entraîneur au PWD Bamenda. elle aide l'équipe à terminer deuxième de la Première League camerounaise 2003 et à se qualifier pour la Coupe de la Confédération de la CAF 2004. À l'Aigle Royal Menoua, il a aidé l'équipe à terminer deuxième en 2005 et à se qualifier pour la Ligue des champions de la CAF 2006. Il a également été l'entraîneur de Fovu Club, Botafogo FC, Canon Yaoundé et New Star de Douala.
Plus tard, Djeumfa commence à travailler en tant que préparateur physique de l'équipe nationale féminine du Cameroun. Le 26 janvier 2019, il est nommé entraîneur principal de l'équipe pour la Coupe du monde féminine de la FIFA 2019 en France, en remplacement de Joseph Ndoko,.